# Clavularia grandiflora
Clavularia grandiflora är en korallart som först beskrevs av Nutting 1908.  Clavularia grandiflora ingår i släktet Clavularia och familjen Clavulariidae. Inga underarter finns listade i Catalogue of Life.